# Pierwszy obszar płatniczy

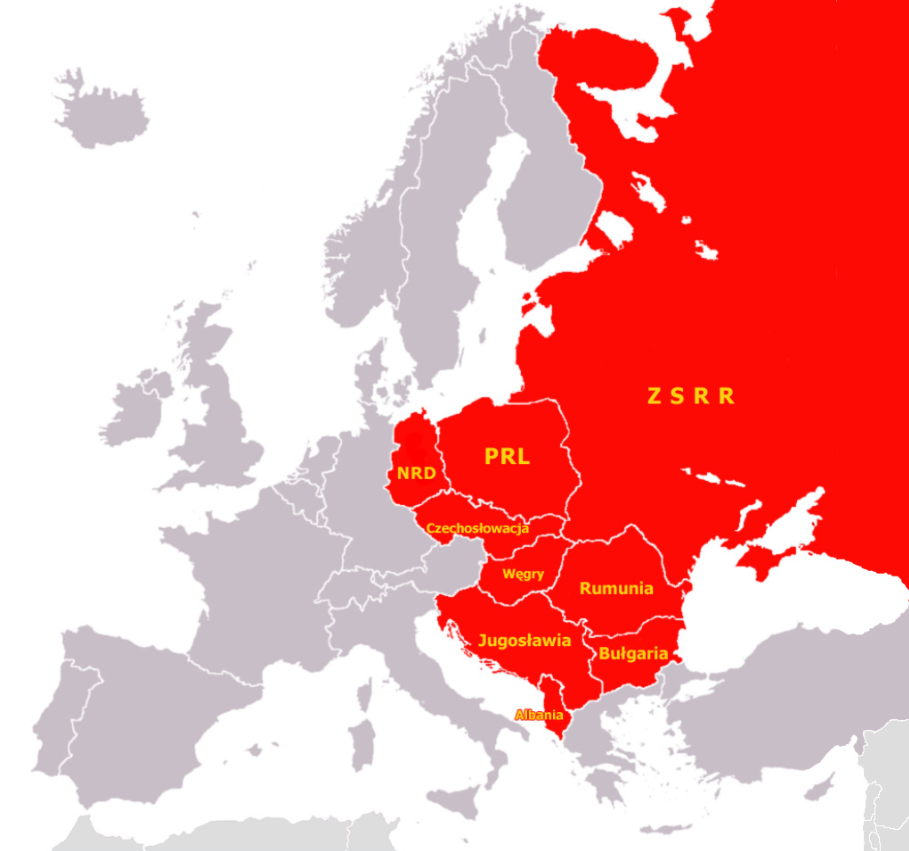
Kraje bloku wschodniego

Pierwszy obszar płatniczy – określenie używane w PRL odnoszące się do krajów bloku wschodniego (zwykle z wyjątkiem Jugosławii) w kontekście ich autonomicznego systemu walutowego. Waluty krajów RWPG oraz państw stowarzyszonych nie podlegały normalnej wymienialności na waluty krajów kapitalistycznych, które w tym kontekście nazywano drugim obszarem płatniczym. Handel zagraniczny pomiędzy krajami pierwszego obszaru płatniczego starano się prowadzić w umownych jednostkach rozliczeniowych: rublu clearingowym oraz rublu transferowym.